# Vénus de Vienne
La Vénus de Vienne, ou Aphrodite accroupie, est une sculpture romaine en marbre de Paros de la fin du Ier siècle ou début du IIe siècle représentant Aphrodite à sa toilette, d'après un original grec du IIe siècle av. J.-C. attribué à Doidalsas de Bithynie.

## Historique
Aphrodite accroupie, ou Vénus de Vienne, est une sculpture en ronde-bosse d'une femme nue accroupie, sortant ou se préparant à rentrer au bain, découverte en 1827-1828 par M. Michoud dans le frigidarium du complexe thermal de Saint-Romain-en-Gal, dit palais du Miroir, endroit repéré en 1835 par Prosper Mérimée sur la rive droite du Rhône, et classé en 1840. C'est une des nombreuses répliques romaines du thème de l'Aphrodite au bain dont les artistes hellénistes étaient friands. Ces copies antiques ornaient thermes et jardins.
Provenant de la collection Michoud et des collections de Gerantet, elle fut acquise par le musée du Louvre en 1878. Elle est exposée dans le département des Antiquités grecques, étrusques et romaines, salle 15 du rez-de-chaussée de l'aile Sully.

## Description

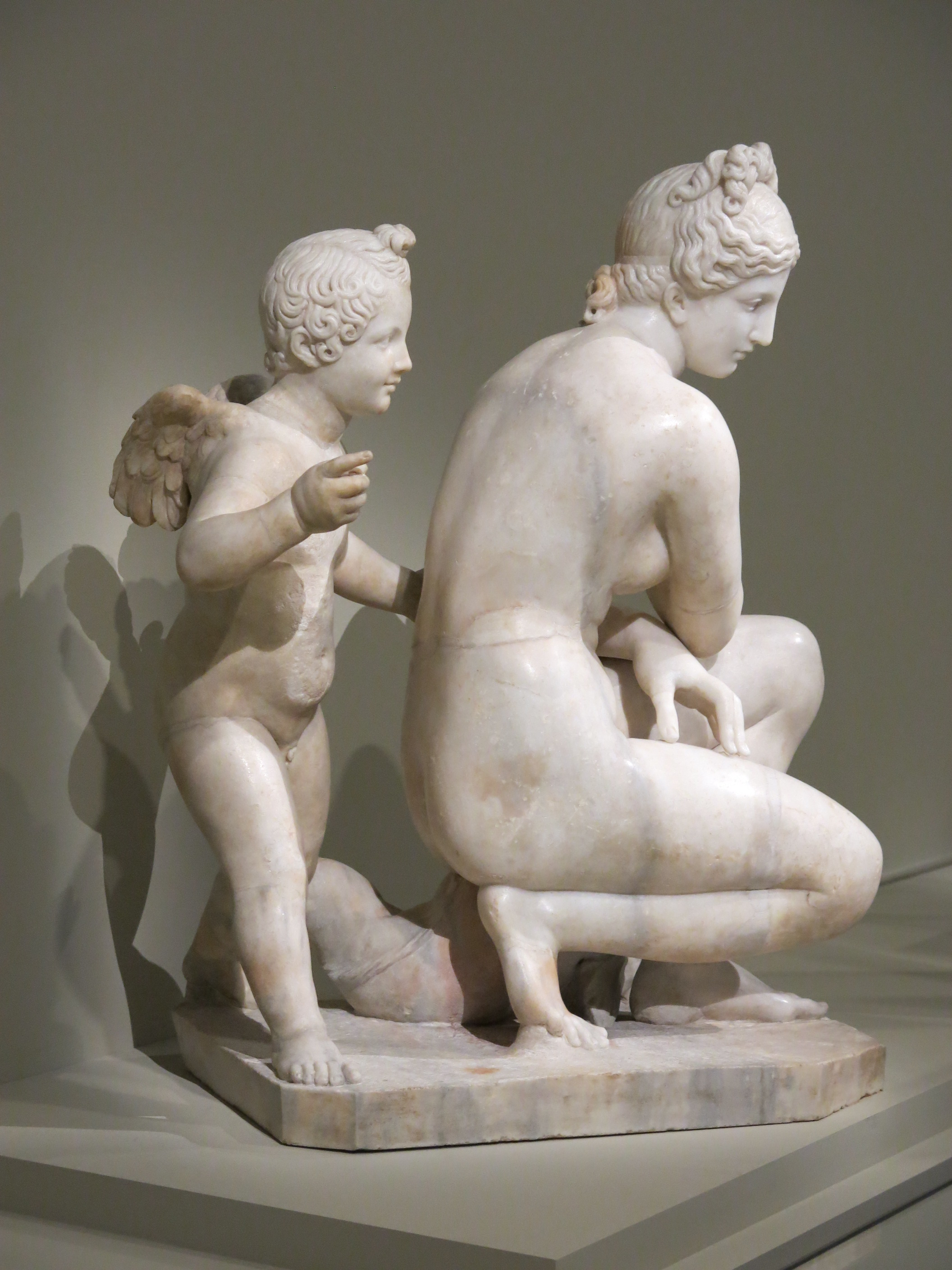
Statue du même modèle d'Aphrodite et Eros du musée de l'Ermitage qui donne une idée de la présentation de la statue complète.

Cette statue représente une jeune femme accroupie sur son talon droit et un peu penchée en avant, le pied gauche posant sur le sol. Il lui manque la tête, les pieds et les bras. Sur sa cuisse droite figurent les restes des doigts de sa main gauche. Les autres vestiges sur le côté gauche de la poitrine et sur la cuisse gauche montrent qu'en se courbant, elle se voilait de ses bras et de ses mains à la manière de la Vénus de Médicis ou de la Vénus du Capitole. 
On voit à l'attache du cou qu'elle tournait la tête en l'inclinant un peu vers la droite, en direction d'un Amour qui se trouvait à ses côtés, et dont il ne reste que la main gauche sur le dos de la déesse. Sa position repliée génère trois plis réalistes au niveau de l'abdomen, et son mouvement tournant provoque l'écrasement du sein droit par son bras. Les pieds furent retrouvés en octobre 1906 par Antoine Héron de Villefosse dans les arcades de l'ancien cloître du couvent des Cordeliers. Ils avaient été restitués en plâtre en 1878 afin de donner au torse un aspect plus présentable, mais furent enlevés par la suite.
Le modèle original, vraisemblablement en bronze, ne nous est pas parvenu. Il est attribué au sculpteur grec Doidalsas de Bithynie, d'après la description du portique d'Octavie à Rome par Pline l'Ancien.
Cette sculpture, taillée dans du marbre de Paros et polie, mesure 140 × 42 × 60 cm,.

## Expositions
- 1876: exposition rétrospective de Lyon.

## Iconographie
- Adolphe Giraudon (1849-1929), Vénus de Vienne, dos, photographie, Pessac, université Bordeaux-Montaigne, Fonds Paris[5].